# Gajo-myeon
Gajo-myeon (koreanska: 가조면)  är en socken i kommunen Geochang-gun i provinsen Södra Gyeongsang, i den centrala delen av Sydkorea, 230 km söder om huvudstaden Seoul.